# Diane Dunbar
Diane Dunbar (2 de janeiro de 1959) é uma ex-ginasta estadunidense, que competiu em provas de ginástica artística.
Dunbar fez parte da equipe estadunidense que disputou os Jogos Pan-americanos da Cidade do México, no México. Neles, foi membro da seleção pentacampeã por equipes, ao superar as canadenses. Individualmente, subiu ao pódio ainda na prova das barras assimétricas, como medahista de bronze, em disputa vencida pelas compatriotas Ann Carr e Roxanne Pierce, empatadas na primeira colocação. Ao longo da carreira, disputou ainda o Mundial de Varna, na Bulgária, no qual obteve como melhor resultado individual, o 26º lugar no concurso geral. Após aposentar-se, passou a viver na Califórnia com a família e a trabalhar como técnica de software.